# Казніго
Казніго, Казніґо (італ. Casnigo) — муніципалітет в Італії, у регіоні Ломбардія,  провінція Бергамо.
Казніго розташоване на відстані близько 490 км на північний захід від Рима, 70 км на північний схід від Мілана, 21 км на північний схід від Бергамо.
Населення — 3315 осіб (2014).

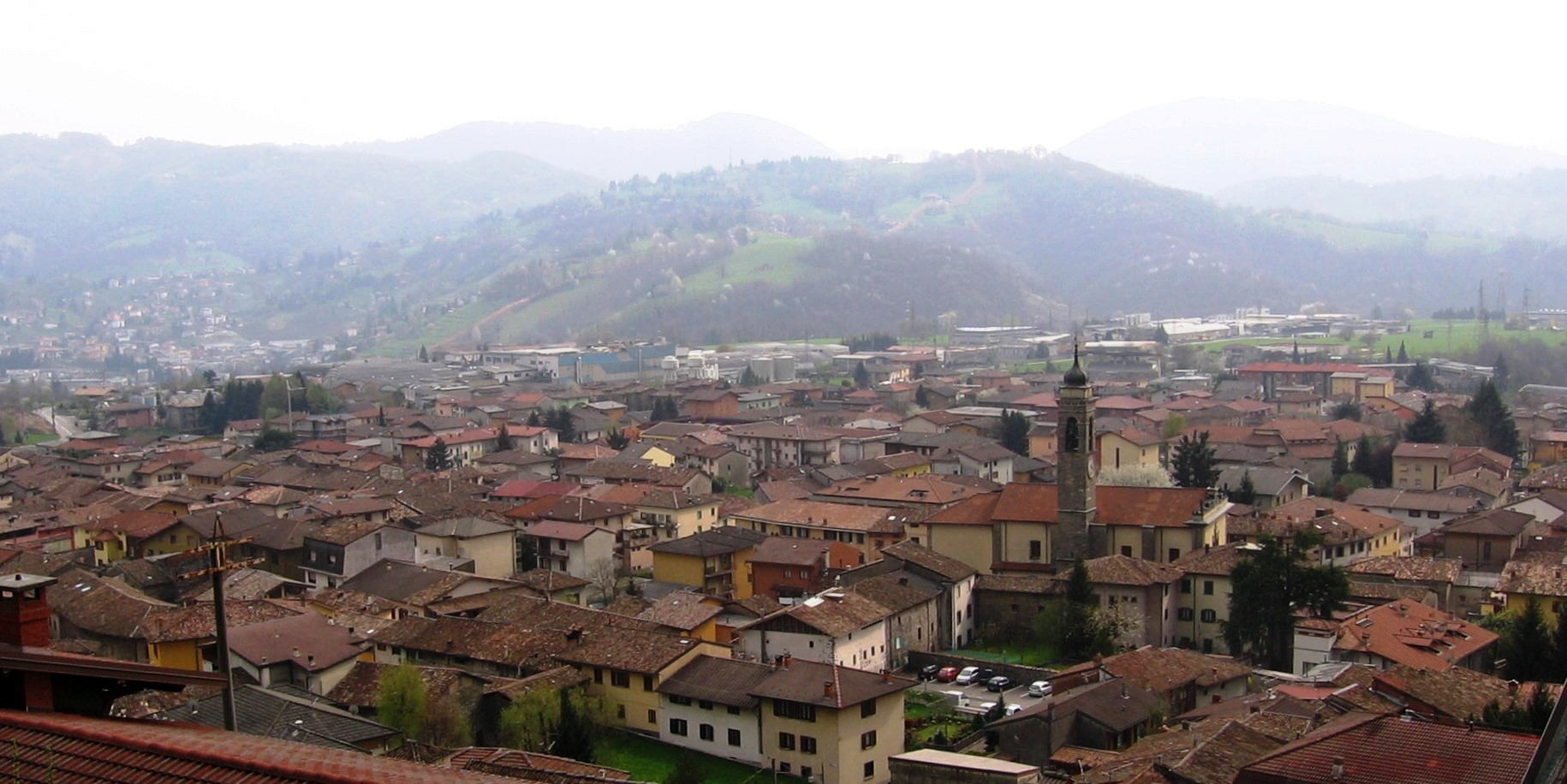

Щорічний фестиваль відбувається 24 червня та 20 січня. Покровитель — святий Іван Хреститель.

## Демографія
Населення за роками:

Станом на 1 січня 2023 року в муніципалітеті офіційно проживало 137 іноземців з 26 країн, серед них 29 громадян країн Євросоюзу та 5 громадян України.

## Сусідні муніципалітети
- Гандіно
- Каццано-Сант'Андреа
- Вертова
- Кольцате
- Понте--Носса
- Чене
- Горно
- Фйорано-аль-Серіо